# Batu Sembilan Cheras
Batu Sembilan Cheras is een stad in de Maleisische deelstaat Selangor.
Batu Sembilan Cheras telt 31.000 inwoners.